# Clarita Gatto
Clarita Gatto, pseudonimo di Clarita Ziniti (Rimini, 13 dicembre 1956), è un'attrice italiana.

## Biografia
Inizia a studiare recitazione all'Accademia d'arte drammatica di Bologna all'inizio degli anni settanta; a solo 13 anni fa la prima comparsa teatrale con L'idealista, adattamento e regia di Francesco Macedonio, e Roulette, regia di Roberto Guicciardini, e successivamente nel 1977 recita sotto la regia di Luigi Squarzina negli spettacoli Volpone e Misura per misura. Continua la sua carriera da artista teatrale partecipando ad altri spettacoli come Celestina... gatta gattina nel 1980, regia di Daniele D'Anza, l'adattamento di Mario Scaccia di La mandragola di Niccolò Machiavelli nel 1984 e, nel 1991, Lulù, diretta da Tinto Brass.
Nel 1978 inizia la sua carriera di attrice cinematografica con I figli non si toccano! di Nello Rossati e Dove vai in vacanza?. Negli anni successivi partecipa a una decina di film italiani, soprattutto commedie, dove spesso interpreta ruoli sexy, come in L'onorevole con l'amante sotto il letto (1981) di Mariano Laurenti, Acapulco, prima spiaggia... a sinistra (1983) di Sergio Martino, Bellifreschi (1987) di Enrico Oldoini e Missione eroica - I pompieri 2 (1987), regia di Giorgio Capitani, dove interpreta il ruolo della cameriera dell'osteria. Nel 1994 recita nel film drammatico Cuore cattivo di Umberto Marino.
Conduce quindi il programma di Rai 2 Buonasera con..., al fianco di Alberto Lupo.
Nel 1995 cambia il suo nome d'arte in Clarita Ziniti Gatto.
Negli anni successivi partecipa ad altri film e serie televisive: Carabinieri 3 del 2004, Distretto di Polizia 5 del 2005 e il film Piper del 2007 di Carlo Vanzina.
Nel 2001 è di nuovo in teatro con Scherzi, per la regia di Edoardo Sala, e nel 2010 torna a recitare sul grande schermo nel film Tutti al mare, esordio alla regia di Matteo Cerami.

## Filmografia

### Cinema
- I figli non si toccano!, regia di Nello Rossati (1978)
- Dove vai in vacanza?, regia di Luciano Salce, episodio Sì, buana (1978)
- L'onorevole con l'amante sotto il letto, regia di Mariano Laurenti (1981)
- Pierino il fichissimo, regia di Alessandro Metz (1981)
- Acapulco, prima spiaggia... a sinistra, regia di Sergio Martino (1982)
- Il paramedico, regia di Sergio Nasca (1982)
- Una di troppo, regia di Pino Tosini (1982)
- Venezia, carnevale - Un amore, regia di Mario Lanfranchi (1982)
- Bellifreschi, regia di Enrico Oldoini (1987)
- Missione eroica - I pompieri 2, regia di Giorgio Capitani (1987)
- Intervista, regia di Federico Fellini (1987)
- La più bella del reame, regia di Cesare Ferrario (1987)
- Paprika, regia di Tinto Brass (1991)
- Cuore cattivo, regia di Umberto Marino (1995)
- Mathilde, regia di Nina Mimica (2002)
- Tutti al mare, regia di Matteo Cerami (2010)
- Non è un paese per giovani, regia di Giovanni Veronesi (2017)

### Televisione
- Un inverno al mare, regia di Silverio Blasi – miniserie TV (1982)
- Inverno di malato, regia di Carlo Lizzani – miniserie TV (1983)
- Quando arriva il giudice, regia di Giulio Questi – miniserie TV (1985)
- Carabinieri – serie TV, episodio 3x17 (2004)
- Distretto di Polizia – serie TV, episodio 5x21 (2005)
- Piper, regia di Carlo Vanzina – film TV (2007)

## Teatro
- L'idealista, regia di Francesco Macedonio (1976)
- Roulette, regia di Roberto Guicciardini (1976)
- Volpone, regia di Luigi Squarzina (1977)
- Misura per misura, regia di Luigi Squarzina (1977)
- Celestina... gatta gattina, regia di Daniele D'Anza (1980)
- La Mandragola, regia di Mario Scaccia (1984)
- Lisistrata e..., regia di Oreste Lionello (1987)
- Lulù, regia di Tinto Brass (1991)
- Scherzi, regia di E. Sala (2011)